# Rafael Advanced Defense Systems
Rafael Advanced Defense Systems is een Israëlisch overheidsbedrijf dat wapens produceert en militaire technologieën ontwikkelt. Het bedrijf staat bekend als Rafael of RAFAEL, en heette vroeger voluit RAFAEL, Armament Development Authority. Rafael werd in 1948 opgericht als het Nationale Onderzoeks- en Ontwikkeling Defensielaboratorium. Het was vroeger een onderdeel van het Israëlische Ministerie van Defensie. Het is een van de drie grote defensiebedrijven in Israël, en blijft tot op heden in overheidshanden.

## Producten

### Wapensystemen
- Rafael Overhead Weapon Station (OWS): een op afstand bediend wapensysteem voor gevechtsvoertuigen.
- Remote Controlled Weapon Station: een op afstand bediend machinegeweer of kanon op gevechtsvoertuigen of marineschepen.
- SIMON, een geweergranaat.
- Trophy: een afweerbeschermingssysteem voor gevechtsvoertuigen.
- Typhoon: een luchtafweersysteem voor marineschepen.
- Iron Dome: een luchtafweersysteem tegen korteafstandsraketten en artilleriegranaten.
- David's Sling: een luchtafweersysteem tegen middellangeafstandsraketten.

### Raketten
- Popeye: een lucht-grondraket.
- Python: een lucht-luchtraket.
- Spike: een geleide antitankraket.
- Barak 8: een luchtdoelraket

### Voertuigen
- Protector, een onbemand vaartuig, anno 2008 enig in zijn soort.
- Skylark (Skylite): een onbemand luchtvaartuigje.
- Wolf-pantservoertuig: een gepantserd transportvoertuig.

### Andere
- CARPET: een systeem om mijnenvelden te ruimen.
- LITENING-doelwitsysteem (coproductie met HaTehof Netzer Sereni): een toestel dat gevechtsvliegtuigen helpt doelwitten te zoeken.
- Hoogtechnologische systemen voor de Merkava-gevechtstank.
- Actieve- en reactieve pantserbeschermingssystemen.
- SPICE zweefbom